# Brückenbrüder
Die Brückenbrüder (franz. Frères pontifes, lateinisch Fratres pontifices) sollen eine mittelalterliche religiöse Bruderschaft gewesen sein, die hauptsächlich in Südfrankreich beheimatet war.

## Sage
Nach der angeblichen Überlieferung sei der Orden im 12. Jahrhundert entstanden. Seine Gründung wird dem legendären Heiligen Bénézet zugeschrieben, der heute noch als Brückenheiliger und Stadtpatron in Avignon verehrt wird, wo er den Bau der berühmten Rhone-Brücke begonnen habe. Der Orden habe sich insbesondere mit dem Bau und dem Unterhalt von Brücken, Fähren, Straßen und Hospizen für Reisende und Wallfahrer beschäftigt. Unter anderem habe er Brücken in Bonpas, Lourmarin, Mallemort und Mirabeau geschaffen. 1189 soll eine Bestätigung des Ordens durch Papst Clemens III. erfolgt sein. Er sei gegliedert gewesen in Ritter, Mönche und Arbeiter, die ohne Klausur und Gelübde unter Führung von Großmeistern lebten. Die Brüder hätten sich weiß gekleidet. Ihr Kennzeichen sei ein Spitzhammer auf der Brust gewesen. Der Orden sei zu großem Reichtum und Wohlstand gelangt. Im 15. Jahrhundert sei er schließlich von Papst Pius II. aufgehoben worden.

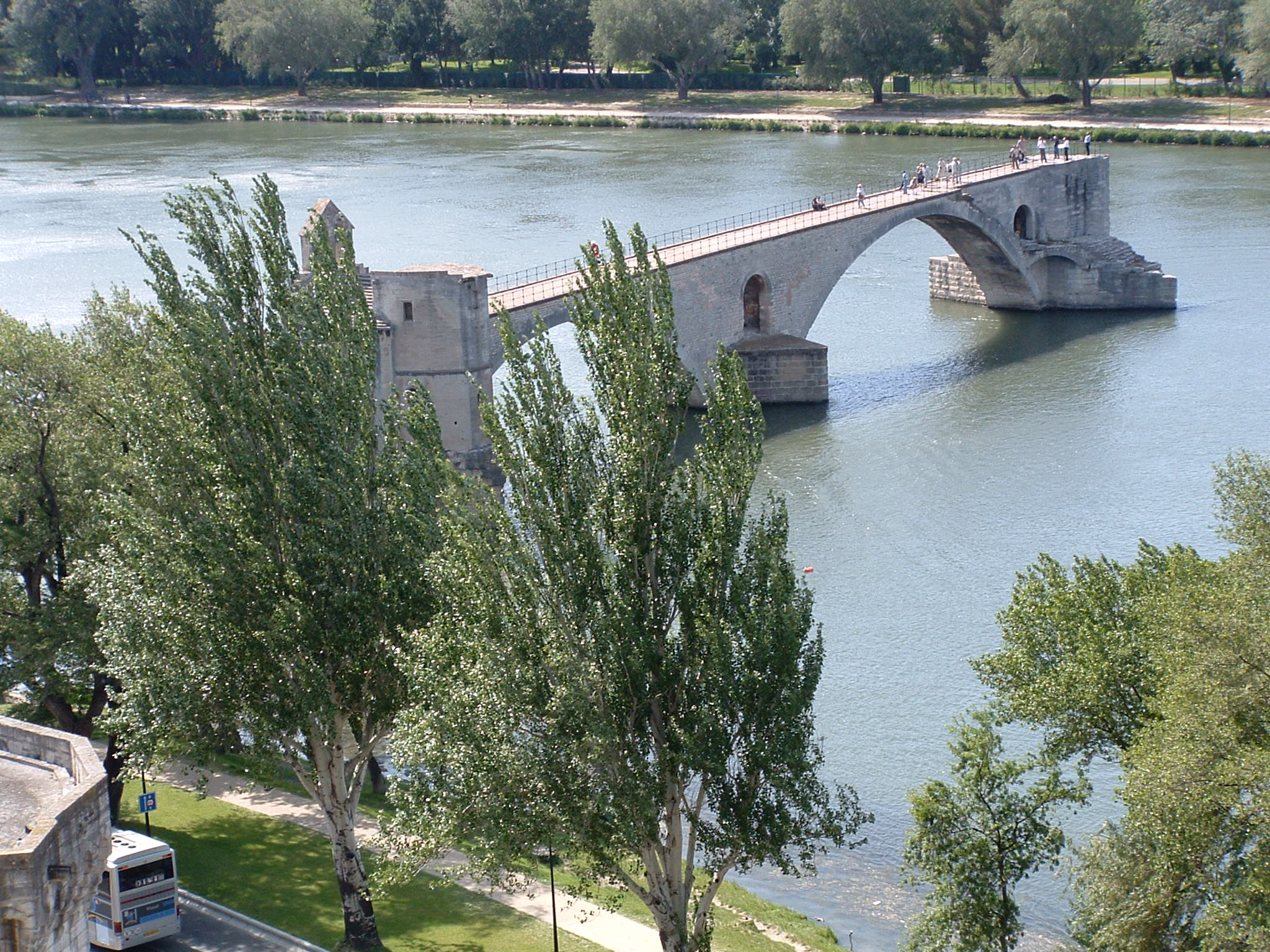
Die Pont Saint-Bénézet vom Palais des Papes aus gesehen

Die Pont St. Bénézet in Avignon, erbaut von 1177 bis 1185, gilt als eine der ersten Brücken des Ordens. Mit rund 900 Meter Länge war sie die größte europäische Brücke ihrer Zeit.